# Parc de la Serna
Le parc de la Serna est un parc de la section de Jumet à Charleroi (Belgique), situé en bordure de l'aéroport de Charleroi-Bruxelles-Sud et de la zone industrielle adjacente.
Situé au lieu-dit Hoodierbois ou Hodiarbois, du XVIIIe au XXe siècle il appartient à la famille espagnole de la Serna, qui lui donne son nom.
Dans sa configuration actuelle, à la suite du rachat par la ville de Charleroi en 1990, il comporte un arboretum, des plans d'eau et un parcours santé canin.

## Description
Le parc de la Serna est aménagé de façon semi-sauvage et couvre une superficie de 16 Ha.
Les sentiers généralement accessibles sont recouverts de dolomie.
Le parc comporte trois plans d'eau. Un étang rempoissonné en 2001 héberge des cygnes. Des colverts fréquentent le site.
Il est pourvu de pistes pour joggers
En 1996, il a été équipé d'une piste santé pour chien, nommée agility dog.
La Houillère, un chemin du réseau RAVeL, passe à 300 mètres du parc.
Le parc abrite des caches de geocaching,,, un portail du jeu Ingress. À la fin du mois d'août, le parc est animé par des "journées médiévales",,.

## Histoire

### Premières traces

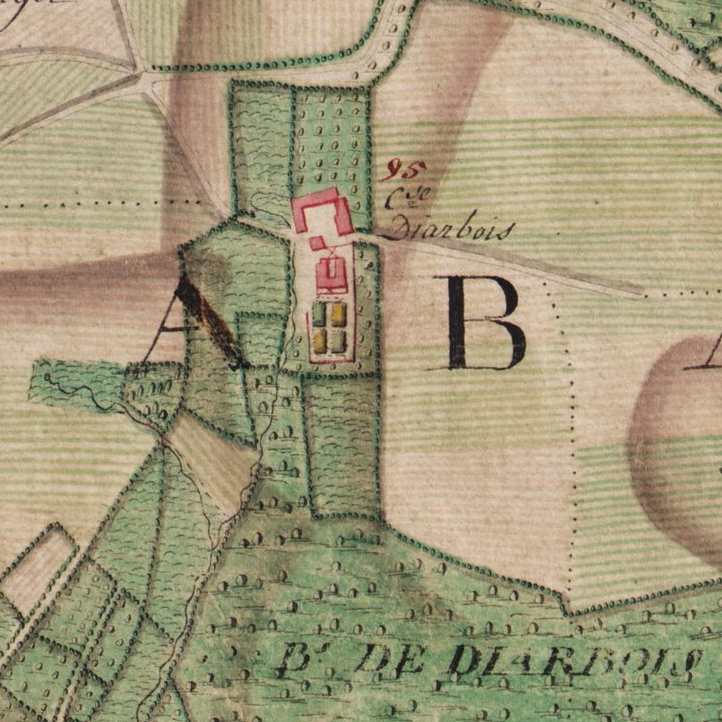
Le château de Diarbois vers 1775 (extrait de la carte de Ferraris)

Les premières traces d'occupation du site remontent à l'antiquité, notamment une « nécropole gallo-romaine superposant un cimetière celte », découverte lors d'un chantier archéologique entrepris en 1880.
Le parc de la Serna est voisin d'un château du XIIIe siècle. Au Moyen Âge, il fait partie du fief d'Hodiarbois, concédé au XVIIe siècle à Jean de Bousies, qui le revend en 1627 à un propriétaire espagnol. Il sera par la suite racheté par la famille de la Serna, qui lui donnera son nom ; la première trace écrite en est un testament datant des environs de 1777.

### La seconde guerre mondiale
Le troisième jour de septembre 1944 les armées alliées libéraient Charleroi et la population manifestait sa joie en prenant part aux réjouissances.
Mais à côté de cette population qui fêtait sa liberté retrouvée, d'autres personnes, celles qui redoutaient de découvrir l'incroyable, se rendit dans ce paisible cimetière Romain du parc de la Serna.
Ils allaient y découvrir l'horreur, des monticules de terre où l'on retrouva 241 cadavres dont 3 femmes.
Un charnier parmi tant d'autres, des personnes de 9 nationalités qui n'avaient pas accepté la domination nazie.
Ils furent torturés, pendus, fusillés, assassinés et ensuite jetés dans des fosses rapidement comblées afin de cacher les méfaits.
Ces traîtres, à la solde des occupants, espéraient que jamais leurs nombreux crimes ne seraient découvert.
L'impossible a été fait pour mettre un nom sur ces corps retrouvés, mais, hélas, ce ne fut pas possible pour tous. Certains resteront à jamais des inconnus.
En honorant les personnes de nos différents pays, retrouvés dans ce charnier, nous les remercions de nous avoir montré l'exemple.
Souvenons-nous du sacrifice de ceux dont nous honorons la mémoire aujourd'hui et qui ont été massacrés pour ne pas avoir accepté les idées que l'on voulait leur imposer par la force et la dictature.
Chaque année il est rappelé ces 241 corps dont 3 femmes retrouvés dans ce charnier.
Les diverses nationalités de ces patriotes montrent à quel point le désir de vivre en toute liberté peut rassembler les êtres humains - 9 nations sont présentes dans ce charnier.
L'identification sera difficile à supporter car, parmi ces victimes, il y a des amis que l'on a perdu au combat et dans la résistance, mais ce travail a permis de remettre 207 corps aux familles. On y retrouvera 7 soldats Américains, prisonniers de guerre, assassinés alors qu'ils étaient protégés par des lois en vigueur dans tous les pays, dont deux non identifiés reposent au cimetière de Magraten en Hollande.
La liste détaillée des victimes est consultable ici.
La géocache sur le sujet est consultable ici.

### Aujourd'hui
Laissée à l'abandon depuis la seconde guerre mondiale, la propriété est rachetée en 1990 par la ville de Charleroi qui l'aménage en parc public. Ces travaux, étalés sur trois ans, consistent à tracer des sentiers, défricher le terrain, curer les étangs et préparer les infrastructures,.

## Arboretum

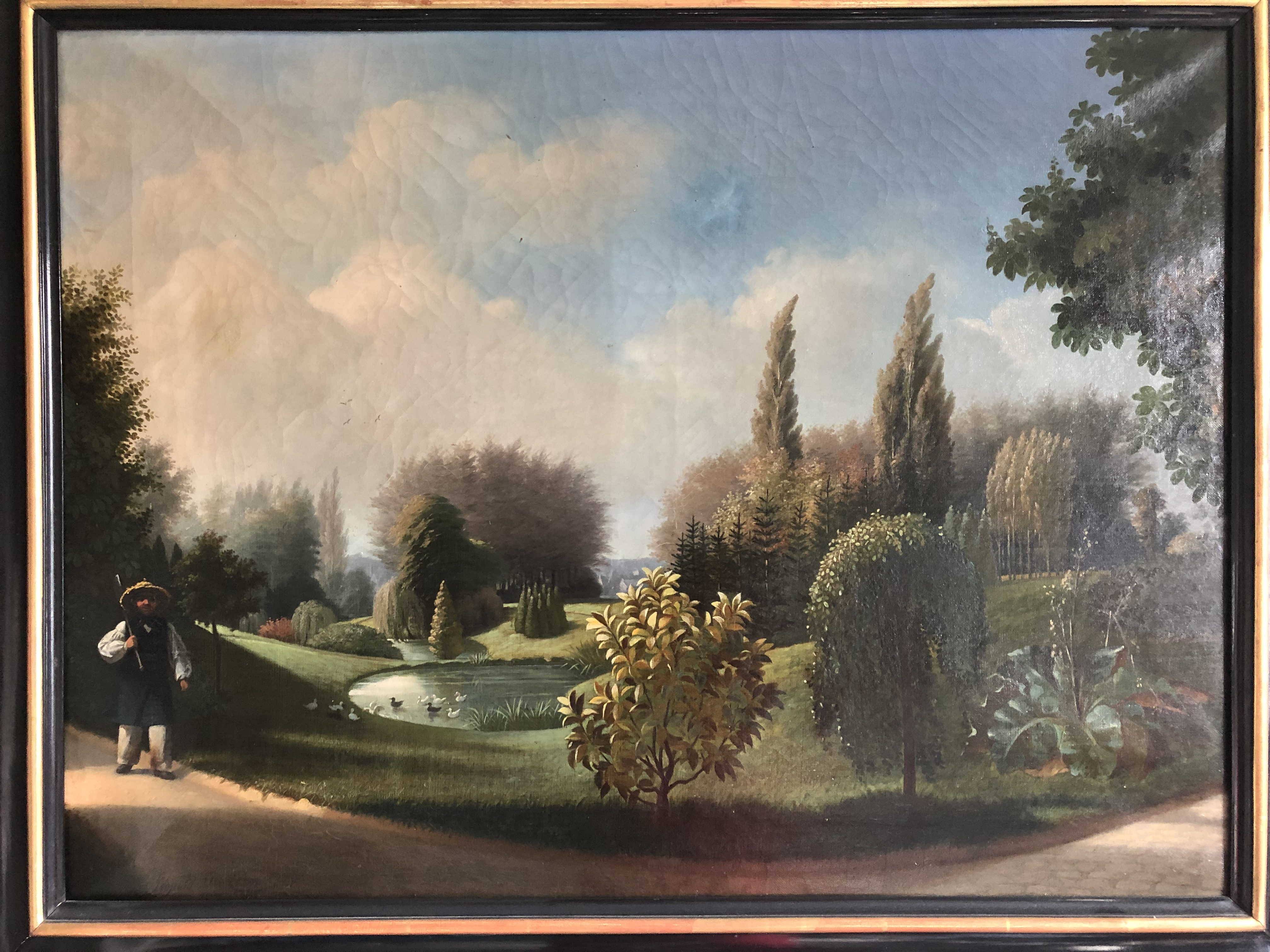
Tableau représentant le parc du Hodierbois peint par Léopold De Coene au début de XIXe siècle. Tableau propriété de la famille de la Serna.

Le parc est agrémenté d'un arboretum comprenant un charme, un marronnier, un hêtre, un châtaignier, un chêne, du buis, un groupe de sumacs, un mélèze, de la laiche paniculée, de la massette, du jonc noueux, du phragmite commun, un cyprès chauve, un massif de rhododendron, un hêtre pleureur, une haie de peupliers du Canada, un frêne, une aulnaie-frênaie, un merisier, un bouleau, un groupe d'érables, un aulne, une drève de tilleuls de Hollande, une chênaie-hêtraie, un épicéa, du houx, du lierre, un platane, un noisetier et un chêne chevelu. Des tapis de jacinthes des bois, fleurissant fin avril-début mai, donnent, à cette période de l'année, une couleur mauve au parc.
Inauguré en été 2001,, sa conception s'inspire du parc du château de Monceau-sur-Sambre en offrant des panneaux d'informations générales sur les espèces végétales présentes.